# Cyclosa reniformis
Cyclosa reniformis är en spindelart som beskrevs av Zhu, Lian och Chen 2006. Cyclosa reniformis ingår i släktet Cyclosa och familjen hjulspindlar. Inga underarter finns listade i Catalogue of Life.